# 윤자유
윤자유(Terence Yin, 1975년 5월 19일 ~ )는 중화인민공화국의 배우, 가수이다.
홍콩에서 태어났다.

## 영화
- 적인걸: 심해용궁 (2020년)
- 합약남녀 (2017년)
- 사우전 컷츠 (2017년)
- 국주 (2016년)
- 좀비 파이트 클럽 (2014년)
- 로스트 포 워즈 (2013년) - 빅터 역
- 파이어스톰 (2013년)
- 콜드 워 (2012년)
- 단신남녀 (2011년)
- 전성계비 (2010년)
- 진소춘의 정무문 (2008년)
- 신충렬도 (2007년)
- 사대천왕 (2006년) - 본인 역
- BB 프로젝트 (2006년) - 맥스 역
- 천배불취 (2005년)
- 쿵푸 허슬 마작왕 2 - 자모천후 (2005년)
- 뉴 폴리스 스토리 (2004년)
- 일옥량화 (2003년)
- 흑백삼림 (2003년)
- 툼 레이더 2 - 판도라의 상자 (2003년) - 시엔 역
- 야랑 (2002년)
- 데드 오어 얼라이브 3 - 파이널 (2002년)
- 흑협 2 (2002년)
- 이오전설 (2001년)
- 원망수 (2001년)
- 첩영살기 (2001년)
- 불사정미 (2001년)
- 절색신투 (2001년)
- 탄소흉영 (2000년)
- 천연등일천 (2000년)
- 표류가 (2000년)
- 라벤더 (2000년)
- 신투차세대 (2000년)
- 주말광열 (1999년)
- 반지연 (1999년)
- 젠 엑스 캅 (1999년)
- 용호영웅 (1998년)
- 미소년지련 (1998년) - K.S. 역
- 환영특공 (1998년)